# マドラー

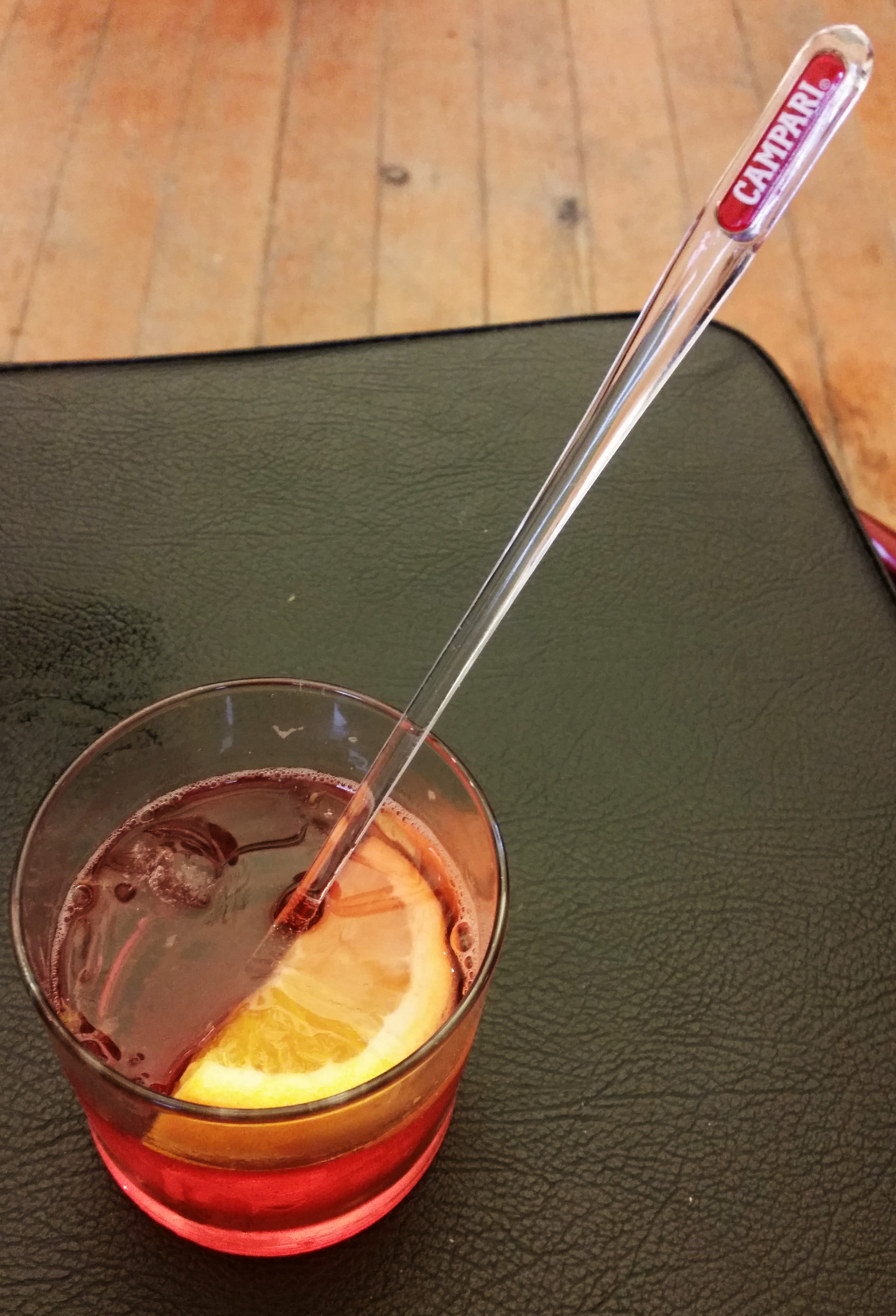
カンパリのロゴが入ったマドラー

マドラー（英語の「muddler」の誤用、もしくは借用）は、カクテルなどの飲み物をかき混ぜる棒状の道具のこと。アルコール飲料以外に用いられる場合は「スウィズルスティック（swizzle stick）」、「かき混ぜ棒（stir stick）」、「スターラー（stirrer）」などとも言う。なお語源となった英語のマドラー（英:Muddler）はバーテンダーがカクテルに入れるハーブや果物をつぶすために使う小型のすりこぎ状の道具を指し、日本語では「ペストル」や「マッシャー」と呼ぶ。

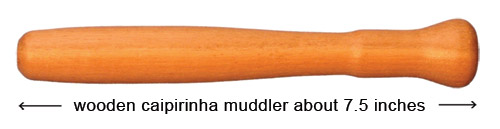
語源となった本来の muddler

カクテルのなかにはグラスの中で層を成していたり、氷が入っており時間と共に溶けたりするため、アルコールの濃度を量りそれらを混ぜ味を調節するために使う。カクテルとともに客へ供される。
素材は、金属製やプラスティック製などがある。ただし、ロングドリンクの内、ホットカクテルにはプラスティック製のマドラーを付けることはない。なお、棒状のシナモン、棒状にしたセロリなどをマドラー代わりに用いることもある。

## 類似の道具

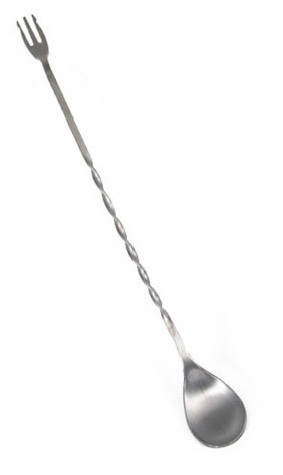
バー・スプーン

- スウィズルスティック

飲み物を飲むときに使用されるかき混ぜ棒全体を指し、日本語のマドラーはこれに含まれる。
- バー・スプーン

一端がフォークになっており、すべり止めのために柄に螺旋状の加工が施されたスプーンで、バーテンダーがカクテルを製作するときに使う道具。バー・スプーンがカクテルとともに客へ供されることは無い。日本ではこれもマドラーと呼ばれることがある。
- Mexelote（ポルトガル語版）(もしくは、Caralhinho)

ポルトガル領のマデイラ島で使われる木で作られた飲み物を混ぜる棒。伝統飲料ポンチャが作られる。